# سكوت إيرل
سكوت إيرل (بالإنجليزية: Scott Earl)‏ هو لاعب كرة قاعدة أمريكي، ولد في 18 سبتمبر 1960 في سيمور في الولايات المتحدة.

## وصلات خارجية
- سكوت إيرل على موقعبيزبول رفرنس.كوم (الدوري الرئيسي) (الإنجليزية)
- سكوت إيرل على موقعبيزبول رفرنس.كوم (الدوري الثانوي) (الإنجليزية)
- سكوت إيرل على موقع جمعية أبحاث البيسبول الأمريكية (الإنجليزية)
- سكوت إيرل على موقع مشجعي الرسوم البيانية (الإنجليزية)